# メカミミ
『メカミミ』は2009年7月31日にきゃんでぃそふとから発売されたアダルトゲーム。選択肢式アドベンチャーゲーム。マルチエンディング。コンシューマーゲームへの移植はないが、全年齢向けのソーシャルゲームとしてMobage、GREEといったサイトで配信されている。18禁のソーシャルゲームもR-18版WAKU+、にじよめといったサイトで配信されている。

## ストーリー
主人公はある日の通学途中、見知らぬ少女二人組に襲われる。そこにまた別の見知らぬ少女が現れ、主人公の危機を救う。「ユノ」と名乗る彼女は主人公の物を自称し、主人公と生活をともにするようになる。

## 主要登場人物
吾妻琥太郎（あずま こたろう）
主人公。ロボット工学者の家系に生まれる。父母は海外赴任していて、現在叔母夫婦である須藤家で生活している。
ユノ
声：佐野由綺奈
誕生日：-、身長167cm、B85W57H81、趣味：-、好きな物：-、嫌いな物：-、コンプレックス：-
謎の少女。主人公が襲われた翌日から、主人公のクラスに編入してくる。
須藤恋々夏（すどう ここな）
声：青葉りんご
誕生日：8月8日、身長162cm、B78W55H81、趣味：カードゲーム・カラオケ、好きな物：アクション映画、嫌いな物：わざび・犬、コンプレックス：胸の大きさ
主人公の幼馴染であり従姉。腕っ節は強いが学業はさっぱり。明るく気が強い。
須藤深春（すどう みはる）
声：佐本二厘
誕生日：4月8日、身長：164cm、B89W58H89、趣味：心の俳句、好きな物：推理小説と時代小説、嫌いな物：心霊現象、コンプレックス：-
主人公の幼馴染であり従姉。主人公は、姉として接してきた。成績優秀・スポーツ万能にして才色兼備。
デルタ
声：桜川未央
誕生日：-、身長：142cm、B70W50H82、趣味：-、好きな物：-、嫌いな物：-、コンプレックス：-
主人公を襲った二人組のうちの一人。カイとは姉妹だがカイより生まれは早く、姉としてふるまう。本来は電子戦・情報戦向け。
カイ
声：かわしまりの
誕生日：-、身長：179cm、B96W59H90、趣味：-、好きな物：-、嫌いな物：-、コンプレックス：-
主人公を襲った二人組のうちの一人。戦闘力は高いが、性格的には穏やかでのんびりしている。
須藤冬音（すどう ねね）
声：上田朱音
誕生日：11月1日、身長144cm、B72W51H72、趣味：ジグソーパズル、好きな物：心霊現象、嫌いな物：体育の授業、コンプレックス：運動神経が低いこと
恋々夏・深春の妹。努力家で成績優秀だがドジっ子でもある。

## スタッフ
- 原画：真広雄海
- シナリオ：鬼むぅ
- 主題歌：I've
- 「platinum」作詞・唄：川田まみ 作曲・編曲：井内舞子